# Charlotte Finch

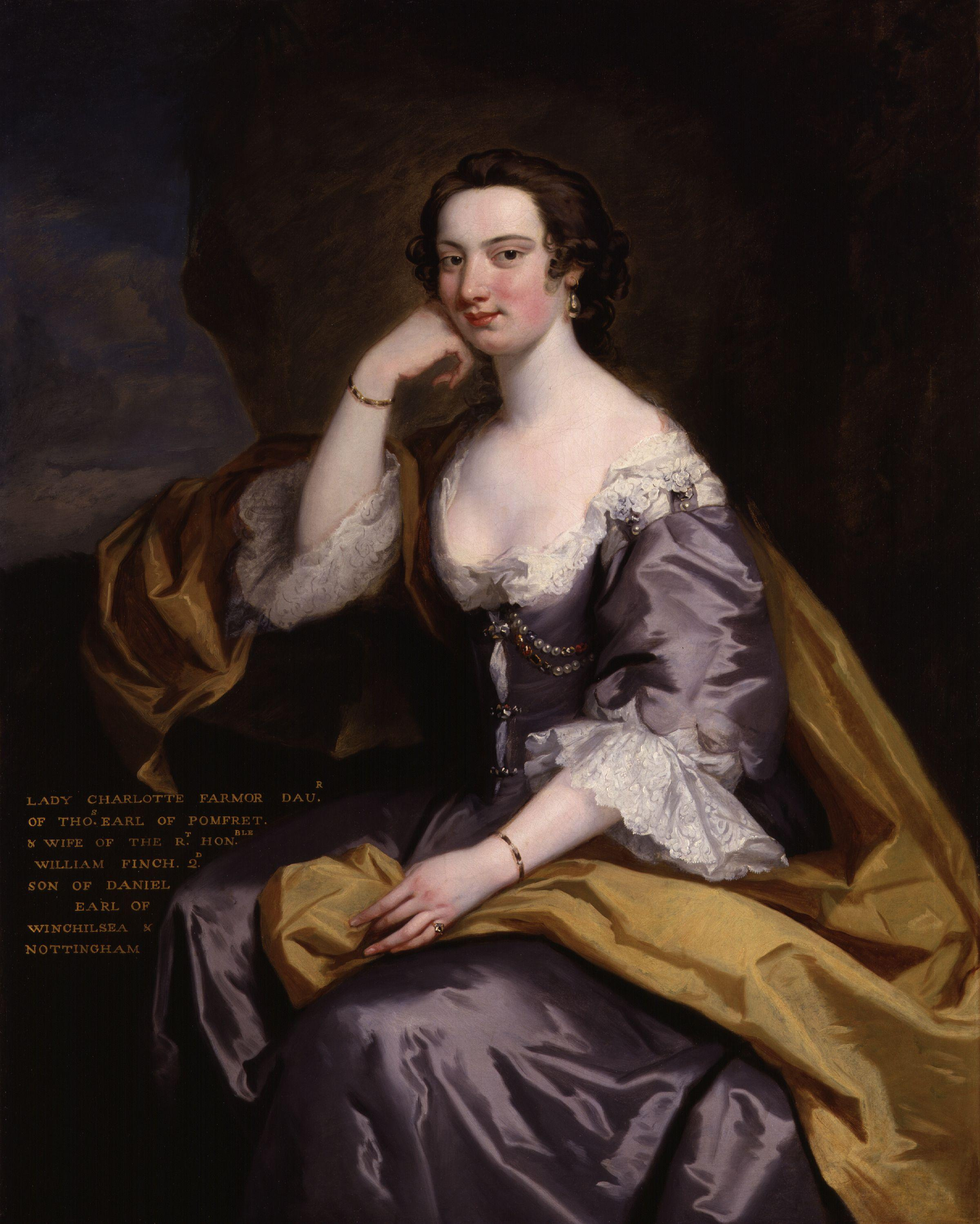
Lady Charlotte Finch, Gemälde von John Robinson

Lady Charlotte Finch (geb. Fermor; * 1725; † Juni 1813) war die Gouvernante der Kinder von Georg III. und Charlotte von Mecklenburg-Strelitz, König und Königin von Großbritannien und Irland. Sie war die Tochter von Thomas Fermor, 1. Earl of Pomfret, und Henrietta Louisa Jeffreys. 
Charlotte heiratete am 9. August 1746 Hon. William Finch († 1766), Sohn des Daniel Finch, 7. Earl of Winchilsea. Gemeinsam hatten sie vier Kinder. Zur königlichen Gouvernante wurde sie an dem Tag ernannt, an dem ihr erster Schützling zur Welt kam: George, Prince of Wales (der spätere König Georg IV). Kurz nach ihrer Ernennung begann ihr Ehemann seine Meinung zu ihrer Position zu verändern. Aus Angst um ihre Sicherheit verließ sie ihren Mann und zog mit ihren Kindern in eine Wohnung im St James’s Palace und in ein kleines Haus in Kew.
Die begeisterte Botanikerin Lady Charlotte hatte das Amt als Gouvernante der königlichen Kinder über 30 Jahre inne. Prinzessin Amelia – welche Charlotte November 1792 ohne eine Erzieherin verließ, als sie von ihrem Amt zurücktrat – wurde danach zur Begleiterin ihrer Mutter erhoben.
Sie starb im Juni 1813. Ihr Denkmal von Chantrey befindet sich in der Holy Cross Church in Burley. Das bekannteste ihrer Kinder war George Finch, der im Jahr 1769 seinem Onkel als 9. Earl of Winchilsea und 4. Earl of Nottingham nachfolgte. 

## Weblink
- Lady Charlotte Fermor auf thepeerage.com, abgerufen am 19. August 2015.

| Personendaten    | Personendaten                                                                       |
| ---------------- | ----------------------------------------------------------------------------------- |
| NAME             | Finch, Charlotte                                                                    |
| ALTERNATIVNAMEN  | Finch, Lady Charlotte (vollständiger Name); Fermor, Lady Charlotte                  |
| KURZBESCHREIBUNG | britische Adlige und Gouvernante der Kinder von Georg III. (Vereinigtes Königreich) |
| GEBURTSDATUM     | 1725                                                                                |
| STERBEDATUM      | Juni 1813                                                                           |